# アナトリア半島

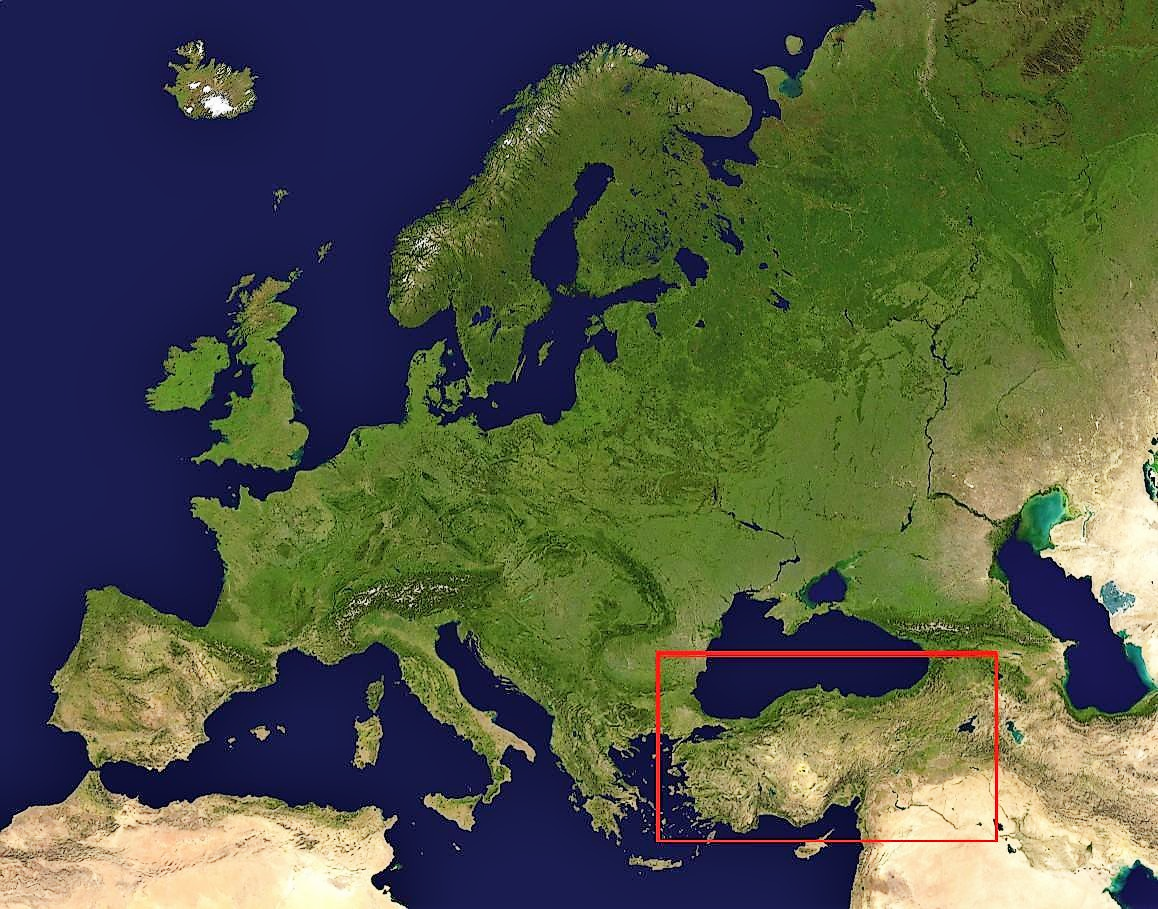
ヨーロッパとアジアを繋ぐアナトリア半島（赤く囲まれた部分）

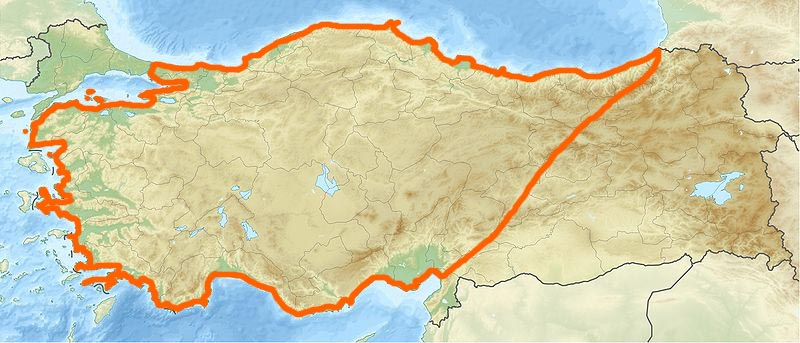
アナトリア半島の拡大図

アナトリア半島（アナトリアはんとう、ギリシア語: Ανατολία, Anatolia / Aνατολή, Anatolē、トルコ語: Anadolu）は、アジア大陸最西部で西アジアの一部をなす地域である。現在はトルコ共和国のアジア部分をなす。日本語ではアナトリア半島と呼ばれる事が多いが、英語圏では「半島」をつけない、単なるアナトリア（アナトール）であり、地形ではなく人文地理的な地域を表す言葉である。小アジア（: Μικρά Ασία, Mikra Asia, 羅: Asia Minor）とも言い、漢字では小亜細亜と表記される。

## 範囲

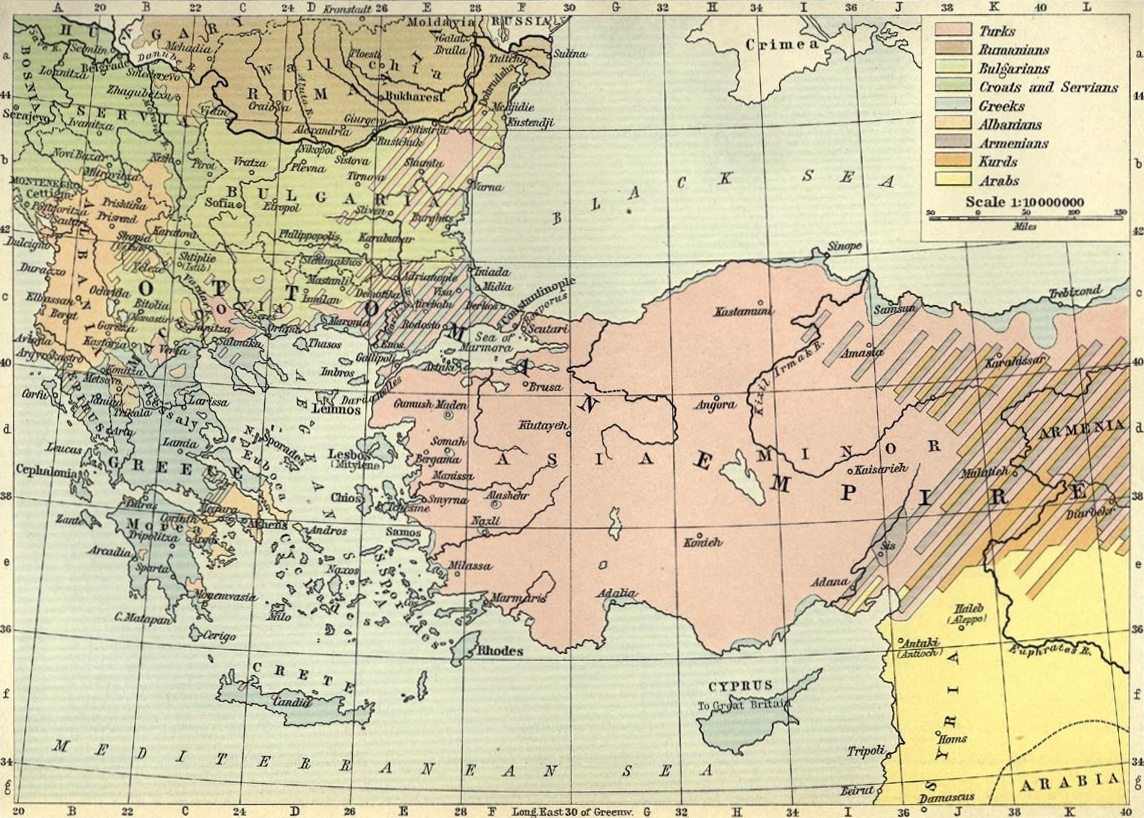
第一次世界大戦前の1911年の地図。小アジア (ASIA MINOR) は現在のトルコ西部から中部に書かれており、東部にはアルメニア (ARMENIA) と書かれている。

北と西と南西の境界は海だが、陸続きである南東と東の境界は曖昧である。簡便のためにはトルコ国境とされることも多く、現在のトルコの東アナトリア地方と南東アナトリア地方はトルコ東部に位置している。
しかし、トルコの国境線は1921年のアンカラ条約で確定したにすぎず、歴史的な意味は成さない。現在の国境は東地中海世界との関係が薄く、近代にはトルコ人が主要民族でないトルコ東部がアナトリアや小アジアとして言及されることは少ない。現代でも、「アナトリア」や「小アジア」がトルコ西部から中部にかけて書かれている地図は多い。
なお、トルコのヨーロッパ地域、沿岸のギリシャ領の島々やキプロスなどの島嶼は含まない。

## 地理

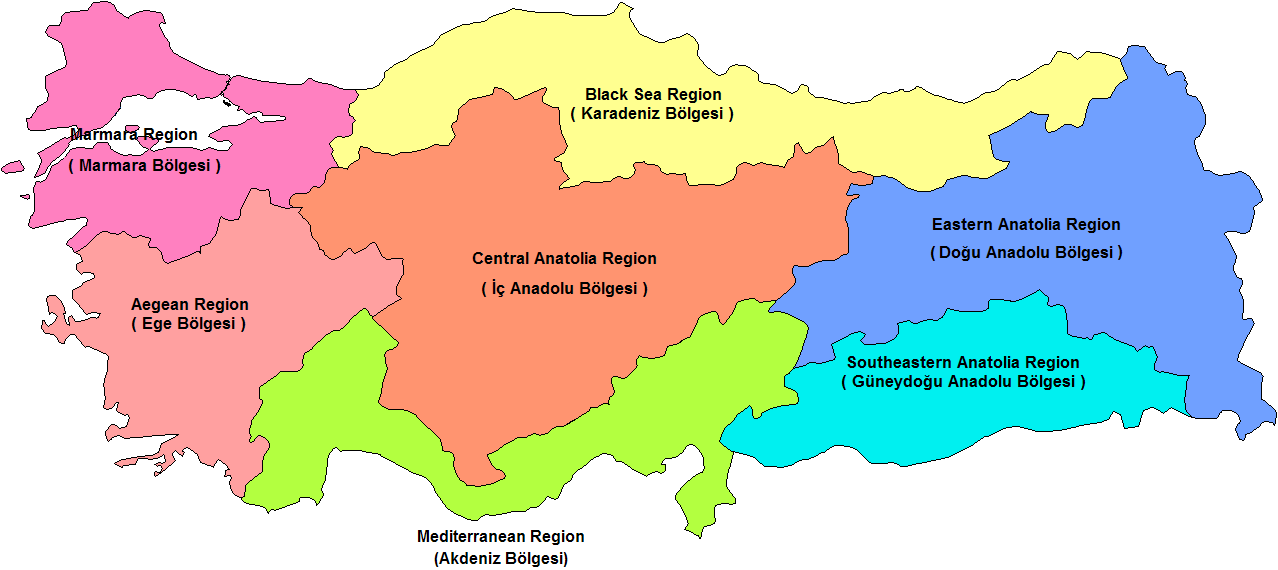
トルコの7地方

北は黒海、北西はマルマラ海、西はエーゲ海、南西は地中海に面す。東と南東は陸続きで、ジョージア、アルメニア、イラン、イラク、シリアと接する。
地勢は高地性である。平地は海岸沿いにわずかにあるのみである。河川は大部分が黒海・マルマラ海・エーゲ海・地中海に流れるが、南東部には、ペルシア湾に注ぐチグリス川・ユーフラテス川の上流や支流が流れ、北東部には、カスピ海に注ぐクラ川の上流や支流が流れる。
トルコの行政区画はアナトリアとヨーロッパを分ける境界になっていない。7つの地方のうちマルマラ地方はヨーロッパからアナトリアにかけて広がり（ヨーロッパ地域の全域が含まれる）、同様に、81の県のうちイスタンブール県が、また基礎自治体ではイスタンブールがヨーロッパからアナトリアにかけ広がっている。そのため、アナトリアに関する人口や経済などの統計情報は得ることが難しい。
民族はトルコ人が大多数だが、南東部にはクルド人、および若干のアラブ人、北東部にはアルメニア人が住む。かつては黒海海岸地帯のポントス地方にポントス人と呼ばれるギリシャ人が古代から住んでいたが、第一次世界大戦後の住民交換でほぼすべてがギリシャに移住した。

## 歴史

### 文明の発祥地
アジアとヨーロッパを繋ぐ戦略的に重要な地点に位置するため、アナトリア半島は先史時代からいくつかの文明の発祥地となり、新石器時代の神殿遺跡と言われるギョベクリ・テペや、人類最古の定住遺跡と言われるチャタル・ヒュユクなどの、数多くの遺跡が発見されている。
古くは単に「アジア」と呼ばれていたが、アジアはさらに東方に広大であることがわかり、「小アジア」と区別されるようになった。アナトリアの名称は東ローマ皇帝コンスタンティノス7世の時代、エーゲ海に面した西岸地方に軍管区を置き、「アナトリコン」（ギリシャ語で日出る処の意）と名付けたことに由来する。

### 主要な諸文明

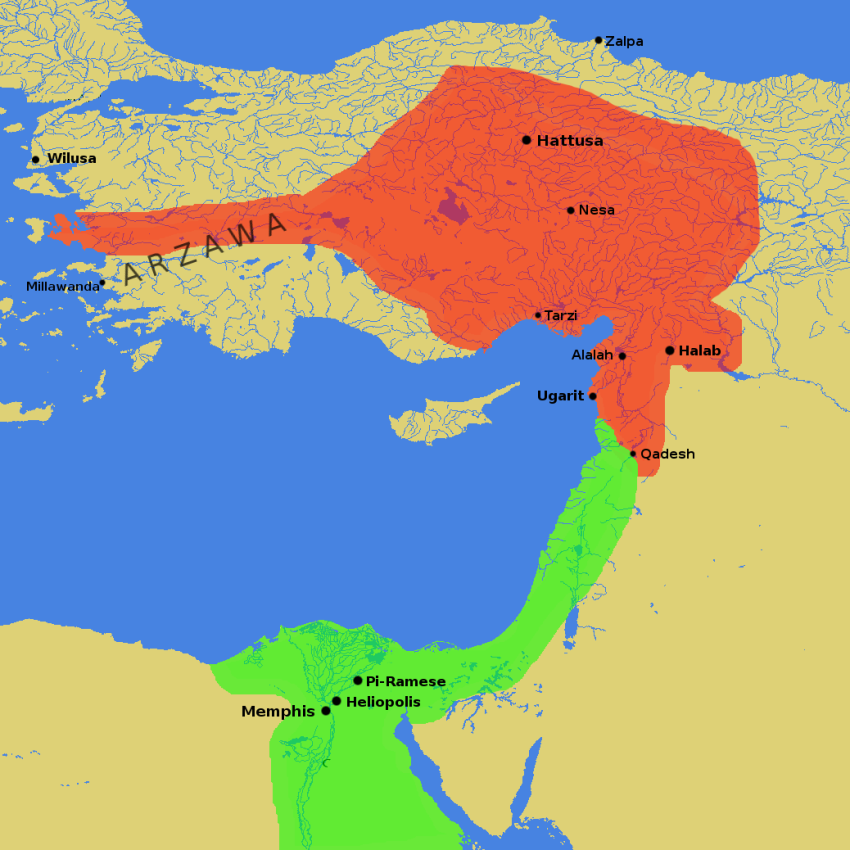
ヒッタイトの最大勢力
同時代のエジプトの勢力

アナトリア半島に存在した主要な諸文明には以下が挙げられる。
- ヒッタイト
- ウラルトゥ
- フリュギア
- リディア
- 古代ギリシア
  - マケドニア王国
  - セレウコス朝シリア
- アッタロス朝ペルガモン王国
- ポントス王国
- 大アルメニア王国
- ローマ帝国
- 東ローマ帝国
- ニカイア帝国
- トレビゾンド帝国
- 小アルメニア王国（キリキア・アルメニア王国） en:Lesser Armenia
- セルジューク朝
- ルーム・セルジューク朝
- オスマン帝国